# بروبانال
البروبانال أو ألدهيد البروبان (بالإنجليزية: Propanal أو Propionaldehyde) هو مركب عضوي يحمل الصيغة الجزيئية CH3CH2CHO، وهو ألدهيد ثلاثي الكربون، وهو سائل عديم اللون، وقابل للاشتعال برائحة الفواكه الخفيفة، ويتم إنتاجه على نطاق واسع صناعيًا، وهو قابل للذوبان في الماء والكحول والإيثر

## التحضير
يتم تحضير ألدهيد البروبان صناعيًا بشكل أساسي عن طريق تفاعل الأوكسو للإيثيلين؛ حيث يجمع الإيثيلين مع غازي أول أكسيد الكربون والهيدروجين باستخدام محفز (عادةً ما يكون عنصر الروديوم):
{\displaystyle \mathrm {CO+H_{2}+C_{2}H_{4}\rightarrow CH_{3}CH_{2}CHO} }
ويمكن بهذه الطريقة إنتاج عدة مئات الآلاف من الأطنان سنويًا.

### تحضير المختبر
يمكن أيضًا تحضير البروبانال في المختبرات عن طريق أكسدة 1-بروبانول بمزيج من حمض الكبريتيك وثنائي كرومات البوتاسيوم. يحتوي مكثف الارتداد على ماء مسخّن عند 60°م درجة مئوية، والذي يكثف البروبانول غير المتفاعل، ولكنه يسمح بمرور البروبانال. يتكثف بخار البروبانال على الفور في جهاز استقبال مناسب، وعن طريق هذا التنظيم تتم إزالة أي بروبانال المتكون على الفور من المفاعل، وبالتالي لا يتأكسد بشكل مفرط إلى حمض البروبيونيك.

## الاستخدامات
يتم استخدام البروبانال في الغالب كطليع لثلاثي ميثيلول إيثان CH3C(CH2OH)2CHO من خلال تفاعل التكثف مع الميثانال. يعد هذا التريول وسيط مهم في إنتاج راتنجات الألكايد. كما يتم استخدامه في تخليق العديد من المركبات العطرية الشائعة، مثل: ألدهيد بخور مريم، والهليونال، والليليال، وهناك تطبيقات أخرى يمكن من خلالها استعمال البروبانال كالاختزال إلى البروبانول، والأكسدة إلى حمض البروبيونيك.

### استخدامات المختبر
يعد البروبانال كاشفًا شائعًا كونه لبنة في بناء العديد من المركبات. تقوم العديد من هذه الاستخدامات باستغلال مشاركتها في تفاعلات التكثيف. يعطي مع ثالثي بوتيل الأمين هذا الناتج CH3CH2CH=N-t-Bu الذي هو لبنة بناء ثلاثية الكربون تستخدم في الاصطناع العضوي.

## ظهوره خارج كوكب الأرض
تم اكتشاف البروبانال مع الأكرولين في السحابة الجزيئية قوس B2 الذي يقع بالقرب من مركز مجرة درب التبانة على بعد 390 سنة ضوئية، أي على بعد حوالي 26000 سنة ضوئية من الأرض.
كشفت القياسات التي أجرتها أجهزة كوساك (COSAC) وبطليموس على سطح المذنب 67 P/تشوريوموف-جيراسيمنكو عن ستة عشر مركبًا عضويًا، شوهد أربعة منها لأول مرة على مذنب، بما في ذلك الأسيتاميد والأسيتون والميثيل أيزوسيانات والبروبانال.

## الأمان
تبلغ الجرعة المميتة الوسطية له 1690 مغم/كغم لعينة تجريبية (أي 1690 ميليغرام لكل كيلوغرام واحد من جسم العينة)، وذلك عن طريق الفم، وبالتالي يُظهر البروبانال سمية حادة منخفضة.

## وصلات خارجية
- https://ar.strephonsays.com/propanal-and-propanone-13428